# Prague (Oklahoma)
Pour les articles homonymes, voir Prague (homonymie).
La ville de Prague (en anglais [ˈpreɪɡ]) est située dans le comté de Lincoln, dans l’État de l’Oklahoma, aux États-Unis. Sa population s’élevait à 2 386 habitants lors du recensement de 2010, estimée à 2 453 habitants en 2015.
L'athlète Jim Thorpe (1888-1953), qui a remporté la médaille d'or en pentathlon et décathlon aux jeux olympiques de 1912, y est né.

## Source
- (en) Cet article est partiellement ou en totalité issu de l’article de Wikipédia en anglais intitulé « Prague, Oklahoma » (voir la liste des auteurs).